# Rommel (Goldband)
Rommel is een lied van de Nederlandse popgroep Goldband. Het werd in 2023 als single uitgebracht.

## Achtergrond
Rommel is geschreven door Boaz Kok, Milo Driessen, Karel Gerlach en Wieger Hoogendorp en geproduceerd door Gerlach en Hoogendorp. Het is een nummer uit de genres electropop en nederpop. In het lied zingen de artiesten over verslaving. Ze vertellen op het nummer dat ze verschillende verdovende middelen, die ze beschrijven als rommel, nodig hebben om door te kunnen blijven gaan, maar dat ze ook merken hoe slecht het voor hun is.
Het nummer werd op een maxi-single met dezelfde titel uitgebracht. Driessen vertelde dat de band de luisteraar met de maxi-single een verhaal vertelt over hoe een weekend voor de mannen is. Eerst is er het nummer Het gesprek, waarin de liedverteller door zijn een vriend wordt gevraagd om er op uit te gaan. Hij twijfelt om mee te gaan, maar wordt toch overgehaald door de ander. Vervolgens wordt met Rommel het verhaal van de avond verteld en hoe er op deze avond met drank en drugs wordt omgegaan. Het laatste lied van de drie, Paniekaanval, gaat over het gevoel de dag na het drank en drugsgebruik. Dit gevoel wordt beschreven als een paniekaanval; de liedverteller beseft dat hij niet goed bezig is en wil er iets aan doen, maar weet niet hoe. Het hele verhaal werd ook samengevoegd en vervolgens als kortfilm uitgebracht. Deze kortfilm met titel Rommel: een korte film of lange clip was geproduceerd door Sam de Jong. In de video is onder meer Jini Jane te zien, die in 2023 meermaals in het nieuws was over een rechtszaak over een excentrieke film met Frans auteur Michel Houellebecq.
Driessen vertelde dat alle vier de leden van Goldband op hun eigen manier te maken hebben met verslavingen. Het verhaal van de single is dus ook toepasbaar op de band. Hij zei dat ze al vanaf het begin van hun carrière en ver daarvoor in aanraking kwamen met verdovende middelen. Dit was eerst vooral duidelijk voor hunzelf, maar werd later ook voor het publiek zichtbaar. Een voorbeeld hiervoor was het moment dat Driessen begin 2023 tijdens een optreden een lijntje cocaïne snoof. De bandleden waren allemaal in 2023 enkele maanden gestopt met het gebruiken van verdovende middelen, maar beseften dat ze optreden met een drankje op toch als leuker ervaarden.
Het lied Rommel was een succes op de Nederlandse en Belgische radio. Het werd bij radiozender 3FM uitgeroepen tot 3FM Megahit, bij radiozender 100%NL tot de Hit van 100 en bij MNM tot MNM-Big Hit.

## Hitnoteringen
De popgroep had succes met het lied in de hitlijsten van het Nederlands taalgebied. Het piekte op de veertiende plaats van de Vlaamse Ultratop 50 en stond elf weken in deze hitlijst. Het kwam tot de twintigste positie van de Single Top 100 en stond elf weken in deze lijst. In de Nederlandse Top 40 bereikte het de 24e plek in de zeven weken dat het in deze hitlijst te vinden was.